# GridinSoft Anti-Malware
Gridinsoft Anti-Malware — програмне забезпечення, призначене для сканування комп'ютера, видалення шкідливого ПЗ та знешкодження інтернет-загроз. Розроблено та підтримується українською компанією Gridinsoft з 2003 року, вперше було випущено під назвою Gridinsoft Trojan Killer . Під новою назвою програма вийшла у вересні 2015-го, з удосконаленим інтерфейсом та доданою опцією активного захисту системи від інтернет-загроз. 
Gridinsoft Anti-Malware у безкоштовній версії надає можливість сканувати комп'ютер, окремі його диски та папки, а також зовнішні накопичувачі на предмет виявлення шкідливого, рекламного, шпигунського ПЗ, троянів і черв'яків. Окрім того, безкоштовно доступна функція активного захисту комп'ютера та використання додаткових інструментів — зокрема, опція скидання налаштувань браузера, яка допомагає позбутись вірусів-перенаправлювачів та рекламного ПЗ безпосередньо в браузері ураженого комп'ютера. Повна версія програми є платною та дозволяє видаляти необмежену кількість загроз, а також користуватися технічною підтримкою експертів 24/7.

## Нагороди
- 2015, жовтень — Золотий сертифікат порталу OPSWAT у категорії «Anti-Malware»[5]

- 2021, квітень — Вибір редактора, та оцінка 8.2 з 10 на порталі TrustCoyote[6]

## Системні вимоги
- Windows XP (32-bit, 64-bit), Windows Vista, Windows 7, Windows 8, Windows 8.1, Windows 10, Windows 11
- 1Gb оперативної пам'яті
- 1GHz або більша частота процесора
- 1024x768 або вища роздільна здатність
- Активне підключення до Інтернету для оновлення баз і версій продукту